# لاوری سیلونوینن
لاوری سیلونوینن (فنلاندی: Lauri Silvennoinen; ۷ نوامبر ۱۹۱۶ – ۲۴ دسامبر ۲۰۰۴) اسکی‌باز صحرانوردی اهل فنلاند بود.